# I. e. 98
Évszázadok: i. e. 2. század – i. e. 1. század – 1. század
Évtizedek: i. e. 140-es évek – i. e. 130-as évek – i. e. 120-as évek – i. e. 110-es évek – i. e. 100-as évek – i. e. 90-es évek – i. e. 80-as évek – i. e. 70-es évek – i. e. 60-as évek – i. e. 50-es évek – i. e. 40-es évek
Évek: i. e. 103 – i. e. 102 – i. e. 101 – i. e. 100 –  i. e. 99 – i. e. 98 – i. e. 97 – i. e. 96 – i. e. 95 – i. e. 94 – i. e. 93

## Események

### Róma
- Quintus Caecilius Metellus Nepost és Titus Didiust választják consulnak.
- Manius Aquilius Nepost, a szicíliai rabszolgafelkelés leverőjét visszaélések miatt bíróság elé állítják; védője az előző évi consul, Marcus Antonius Orator. Bár a bizonyítékok ellene szólnak, Nepost felmentik, miután megmutatja a háborúban szerzett sebeit.
- A két consul elfogadtatja a lex Caecilia Didiát, amely meghatározza a törvények közzététele és megszavazása közötti időt, valamint betiltja az ún. salátatörvényeket.
- Titus Didiust Hispania Citerior provinciába küldik, a fellázadt keltiberek ellen.

### Kína
- Kínában állami monopóliummá teszik az alkoholos italok készítését.

## Születések
- Publius Nigidius Figulus, római filozófus és politikus
- Terentia, Cicero felesége

## Halálozások
- Kaika, japán császár

## Fordítás
- Ez a szócikk részben vagy egészben  a(z)   98. av. J.-C. című francia Wikipédia-szócikk ezen változatának fordításán alapul.  Az eredeti cikk szerkesztőit annak laptörténete sorolja fel. Ez a jelzés csupán a megfogalmazás eredetét és a szerzői jogokat jelzi, nem szolgál a cikkben szereplő információk forrásmegjelöléseként.